# Phare de Derby Wharf
Le phare de Derby Wharf (en anglais : Derby Wharf Light) est un phare actif situé au port de Salem dans le comté d'Essex (État du Massachusetts).
Il est inscrit au Registre national des lieux historiques depuis le 15 juin 1987 . Il fait partie des structures du Salem Maritime National Historic Site.

## Histoire
Le phare a été construit en 1871 et utilisait une lampe à huile à travers une lentille de Fresnel de cinquième ordre jusqu'en 1906. Puis il eut une lentille de Fresnel de quatrième ordre jusqu'en 1910, remplacée par une de sixième ordre jusqu'en 1970. Aujourd'hui, la lumière fonctionne à l'énergie solaire avec une balise solaire de 155 mm.
C’est probablement le plus petit phare américain traditionnel. Il n'y a jamais eu de maison de gardien pour ce phare et les gardiens vivaient dans leurs propres maisons en ville et se rendaient au travail à pied. Long de près de 800 m, le quai était le cœur traditionnel du port de Salem. Un incendie désastreux en 1914 a détruit la plus grande partie du quai, mais le phare a survécu. Il a été désactivé en 1977 et le phare a été transféré au Salem Maritime National Historic Site  dépendant du National Park Service. Il a été réactivé en 1983.

## Description
Le phare  est une tour quadrangulaire en brique, avec une galerie et une lanterne circulaire de 4 m de haut. La tour est peinte en blanc et la lanterne est noire. Il émet, à une hauteur focale de 7,5 m, un bref éclat rouge de 0.6 seconde par période de 6 secondes. Sa portée est de 4 milles nautiques.

## Caractéristiques dufeu maritime
Fréquence : 6 secondes (R)
- Lumière : 0,6 seconde
- Obscurité : 5,4 secondes

Identifiant : ARLHS : USA-224 ; USCG : 1-10129 - Amirauté : J0296.
|             |
| Derby Wharf |

|          |
| Le phare |

### Lien connexe
- Liste des phares du Massachusetts